# ジョン・モートン (俳優)
ジョン・モートン（John Morton、1947年3月26日 - ）は、アメリカ合衆国生まれの俳優、ミュージシャン、作家。アナポリス出身。

## 出演作品

### 映画
- 激走!5000キロ The Gumball Rally (1976)
- 遠すぎた橋 A Bridge Too Far (1977)
- スター・ウォーズ エピソード5/帝国の逆襲 Star Wars: Episode V The Empire Strikes Back (1980)（ダック・ラルター）
- フラッシュ・ゴードン Flash Gordon (1980)
- スーパーマンII Superman II (1980)